# 집 앞에서 (Way Back Home)
집 앞에서 (Way Back Home)는 대한민국 가수 제이민의 SM STATION 디지털 싱글이다. 2016년에 발매되었다. 작곡가 심은지과의 콜라보레이션 곡이다.

## 수록곡
1. 집 앞에서 (Way Back Home)
2. 집 앞에서 (Way Back Home) (Inst.)